# Powerlifting ai Giochi mondiali 2022 - Pesi leggeri femminile
La gara dei pesi leggeri femminili di powerlifting ai Giochi mondiali 2022 si è svolta l'8 luglio 2022 a Birmingham.

## Risultati
| Rank | Atleta                | Nazione     | Squat | Squat | Squat | Bench press | Bench press | Bench press | Deadlift | Deadlift | Deadlift | Totale peso | Total punti |
| Rank | Atleta                | Nazione     | 1     | 2     | 3     | 1           | 2           | 3           | 1        | 2        | 3        | Totale peso | Total punti |
| ---- | --------------------- | ----------- | ----- | ----- | ----- | ----------- | ----------- | ----------- | -------- | -------- | -------- | ----------- | ----------- |
| 1    | Yukako Fukushima      | Giappone    | 172.5 | 182.5 | 182.5 | 120.0       | 125.0       | 127.5       | 155.0    | 165.0    | 170.0    | 470.0       | 104.08      |
| 2    | Zuzanna Kula          | Polonia     | 200.0 | 200.0 | 205.0 | 120.0       | 125.0       | 130.0       | 137.5    | 157.5    | 167.5    | 497.5       | 103.05      |
| 3    | Anastasiia Derevianko | Ucraina     | 177.5 | 185.0 | 187.5 | 112.5       | 115.0       | 117.5       | 167.5    | 175.0    | 180.0    | 482.5       | 100.72      |
| 4    | Karen Hesthammer      | Norvegia    | 182.5 | 190.0 | 197.5 | 102.5       | 102.5       | 102.5       | 162.5    | 170.0    | 175.0    | 467.5       | 95.85       |
| 5    | Stephanie Legard      | Francia     | 160.0 | 167.5 | 167.5 | 90.0        | 95.0        | 95.0        | 152.5    | 160.0    | 165.0    | 427.5       | 94.67       |
| 6    | Trine Bagger          | Danimarca   | 162.5 | 167.5 | 170.0 | 97.5        | 100.0       | 102.5       | 172.5    | 180.0    | 185.0    | 450.0       | 92.20       |
|      | Emma Goodwin          | Regno Unito | 167.5 | 175.0 | 177.5 | 75.0        | 80.0        | 80.0        | 185.0    | 185.0    | 185.0    | —           | DSQ         |
|      | Tetiana Bila          | Ucraina     | 180.0 | 187.5 | 187.5 | 115.0       | 115.0       | 115.0       | —        | —        | —        | —           | DSQ         |
|      | Paulina Szymanel      | Polonia     | 180.0 | 187.5 | 187.5 | 117.5       | 117.5       | 117.5       | 165.0    | 172.5    | 180.0    | —           | DSQ         |
|      | Irani Rodrigues       | Brasile     | 170.0 | 180.0 | 185.0 | 97.5        | 97.5        | 97.5        | 152.5    | 162.5    | 162.5    | —           | DSQ         |
|      | Maria Luisa Vasquez   | Porto Rico  | 172.5 | 177.5 | 177.5 | 95.0        | 95.0        | 95.0        | 145.0    | —        | —        | —           | DSQ         |